# Чигиринка (Новосибирская область)
Чигиринка — деревня в Купинском районе Новосибирской области России. Входила в состав Ленинского сельсовета. Упразднена в 1976 году.

## География
Располагалась у озера Чигиринка у западной оконечности Орловской гривы, в 10 км к северо-западу от села Зятьковка.

## История
В 1928 году посёлок Чегринка состоял из 57 хозяйств. В административном отношении входил в состав Стекляннского сельсовета Купинского района Барабинского округа Сибирского края.
В годы коллективизации в деревне был образован колхоз «Украинец». В 1950 году колхоз вошел в состав укрупненного колхоза «Коллективный пахарь». Исключена из учётных данных решение Новосибирского облсовета народных депутатов № 118 от 17.02.1975 года.

## Население
В 1926 году в посёлке проживало 309 человек (160 мужчин и 149 женщин), основное население — украинцы.